# Анчик
Анчик, Анчих (карат. АнчилIи) — село (аул) в Ахвахском районе Дагестана, административный центр Анчикского сельсовета.

## Географическое положение
Расположено на северном склоне безымянной горы в долине одного из притоков реки Ахвах, в 5 км к северо-западу от районного центра села Карата.

## Население
| 1869 | 1888 | 1895 | 1926 | 1939 | 1970 | 1989 |
| ---- | ---- | ---- | ---- | ---- | ---- | ---- |
| 404  | ↗571 | ↗664 | ↗813 | ↗865 | ↗916 | ↘588 |
| 2002 | 2010 | 2021 |      |      |      |      |
| ↗606 | ↗819 | ↘731 |      |      |      |      |

Анчик - одно из каратинских сел в Ахвахском районе. 

## Этимология
Название села происходит от слова анча — ‘камень’.

## История
До Кавказской войны Анчих входил в каратинский союз сельских обществ, который просуществовал вплоть до установления Советской власти и считался одним из сильных обществ в регионе. После установления Советской власти Анчих включили в Ботлихский район Андийского округа. С образованием Ахвахского района в 1933 году Анчих вошёл в новый район. 1 февраля 1963 года указом Президиума Верховного Совета РСФСР в связи с переходом страны к всеобщей перестройке управления народным хозяйством по производственному принципу район упразднили. Его территорию передали Ботлихскому району, который образовали из сёл Ахвахского, Ботлихского и части Гумбетовского районов. 12 января 1965 года Ахвахский район, как и Ботлихский, восстановили в прежних границах.

## Пожар в Анчихе
5 августа 2010 года старый Анчих сгорел. В тушении пожара принимало участие население соседних сёл. Пожарные расчёты приехали из нескольких районов республики и соседней Чечни. Но спасти историческую часть села не удалось. Район старинной архитектуры за считанные часы превратился в пепелище. По официальным подсчётам сгорело 69 домовладений, а число пострадавших составило 301 человек.
На беду анчихцев откликнулись президент Ингушетии Юнус-бек Евкуров, депутат Народного Собрания РД, генеральный директор ООО «Магмус» Муслимов Магомедзагид, мэр Хасавюрта Сайгитпаша Умаханов, жители окрестных сёл и другие.

## Известные уроженцы
- Гамзатханов, Магомедхан Аманулаевич — двукратный чемпион мира по боям без правил, известный в спортивном мире как «Волк-хан».
- Газибало Дибир Анчихский — знаменосец Имама Шамиля.
- Темирсултанов, Шамиль — чемпион Европы по боксу среди юниоров.
- Гаджимагомедов, Муслим Замиалиевич — чемпион Всемирных Юношеских Игр (1998) по дзюдо, чемпион России по дзюдо.
- Мусалалиев Арсенали Нуридинович-чемпион Европы, чемпион Мира, многократный чемпион Дагестана, чемпион Ахвахского района по вольной борьбе.

## Галерея
- Вид на урочище Хеймиритли (ХеймигъилӀи)
- Утёс ГьантӀва (ГьантӀо)
- Архитектура Анчиха
- Традиционные колонны
- Земляная крыша
- Сенник
- Фруктовые сады
- Анчих, Цумали и Кили, вид из с. Арчо